# OPEN ZOO
『OPEN ZOO』（オープン・ズー）は永井真理子7枚目のアルバム。

## 概要
前年の1992年はバラードベスト、ライブ・アルバムのリリースのみのため、オリジナル・アルバムは『WASHING』以来1年9ヶ月ぶりとなる。
前作までは根岸貴幸編曲・金子文枝プロデュースのもと作詞家・作曲家の曲を多く歌っていたが本作から永井のプロデュース、サウンド・プロデュースは後の夫となる廣田コージ(COZZi)が担当。このため、本作からほぼ永井が作詞を手掛け、作曲は永井と廣田の共作、編曲は廣田。永井の髪型がこれまでのショートヘアから、ロングヘアになり変化した。「chu-chu♥」は特に表記は無いがシングルと別音源。
当初本作は「1993年3月3日」発売だったが制作過程の事情より2週間の延期を余儀なくされた。従って本作の正式な発売日は「1993年3月17日」であるが「1993年3月3日」と印刷されたまま出荷された。

## 収録曲
| 全作詞: 永井真理子、全作曲: 永井真理子・廣田コージ（※特記以外）、全編曲: 廣田コージ（※特記以外）。 |                                                        |            |                                     |      |
| #                                                                                                  | タイトル                                               | 作詞       | 作曲・編曲                          | 時間 |
| 1.                                                                                                 | 「大きなキリンになって」                               | 永井真理子 | 永井真理子・廣田コージ（※特記以外） | 4:01 |
| 2.                                                                                                 | 「GONG!」                                              | 永井真理子 | 永井真理子・廣田コージ（※特記以外） | 3:44 |
| 3.                                                                                                 | 「HELP」                                               | 永井真理子 | 永井真理子・廣田コージ（※特記以外） | 4:51 |
| 4.                                                                                                 | 「卒業しても サヨナラしても 遠くでも」                 | 永井真理子 | 永井真理子・廣田コージ（※特記以外） | 4:55 |
| 5.                                                                                                 | 「南へ」(※作曲: 廣田コージ / 編曲: 林真史・廣田コージ) | 永井真理子 | 永井真理子・廣田コージ（※特記以外） | 4:54 |
| 6.                                                                                                 | 「HYSTERIC GLAMOUR」                                   | 永井真理子 | 永井真理子・廣田コージ（※特記以外） | 4:48 |
| 7.                                                                                                 | 「chu-chu♥（Remix Version）」                          | 永井真理子 | 永井真理子・廣田コージ（※特記以外） | 4:08 |
| 8.                                                                                                 | 「結婚のうた」                                         | 永井真理子 | 永井真理子・廣田コージ（※特記以外） | 4:54 |
| 9.                                                                                                 | 「あなたがいない」(※編曲: 小野沢篤)                    | 永井真理子 | 永井真理子・廣田コージ（※特記以外） | 6:18 |
| 10.                                                                                                | 「La-La-La」(※作曲: 廣田コージ)                        | 永井真理子 | 永井真理子・廣田コージ（※特記以外） | 6:45 |
| 11.                                                                                                | 「ひとりぼっちのにおい」(※編曲: 林真史)                | 永井真理子 | 永井真理子・廣田コージ（※特記以外） | 5:09 |
| 合計時間:                                                                                          | 合計時間:                                              | 54:27      |                                     |      |

### 解説
1. 大きなキリンになって]
2. GONG!
3. HELP
4. 卒業しても サヨナラしても 遠くでも
「大きなキリンになって」のc/w曲
5. 南へ
「HYSTERIC GLAMOUR2」のc/w曲
6. [HYSTERIC GLAMOUR
7. chu-chu♥（Remix Version）
8. 結婚のうた
9. あなたがいない
10. La-La-La
「chu-chu♥」のc/w曲
11. ひとりぼっちのにおい